# Similo di Napoli
Similo di Napoli (in greco antico: Σιμύλος?; Napoli, ... – ...; fl. III secolo a.C.) è stato un atleta greco antico

## Biografia
Similo era originario di Napoli e partecipò, vincendola, alla 133ª Olimpiade nel 248 a.C. nello stadio. L'unico riferimento a lui nelle fonti antiche, appunto come vincitore della corsa, è riportato da Eusebio di Cesarea in concomitanaza con la ribellione dei Parti contro i Macedoni e l'acclamazione del loro primo re Arsace, da cui la dinastia degli Arsacidi.